# Fran Karačić
Fran Karačić (Zagreb, 12 mei 1996) is een Australisch-Kroatisch voetballer die doorgaans speelt als rechtsback. In juli 2025 verruilde hij Lokomotiva Zagreb voor Hajduk Split. Karačić debuteerde in 2021 in het Australisch voetbalelftal.

## Clubcarrière
Karačić speelde in de jeugd bij Kustošija Zagreb en NK Zagreb, alvorens hij in 2012 terechtkwam in de jeugdopleiding van Lokomotiva Zagreb. Nog voor zijn eerste professionele optreden voor de club, werd hij verhuurd. NK Lučko nam hem op huurbasis over voor de tweede helft van het seizoen 2014/15. In de zomer van 2015 keerde Karačić met acht competitieduels op zak terug bij Lokomotiva, waar hij in het eerste elftal terechtkwam. Zijn debuut in dat team maakte de verdediger op 11 september 2015, toen met 0–4 verloren werd van Dinamo Zagreb. Ángelo Henríquez maakte de eerste twee doelpunten, waarna door Júnior Fernándes en Leonardo Sigali de eindstand bereikt werd. Karačić mocht van coach Ante Čačić in de basis beginnen en hij speelde het gehele duel mee. Zijn eerste treffer volgde het jaar erop, toen in eigen huis met 2–3 verloren werd van NK Osijek. Negen minuten na rust opende hij in dit duel de score.
In januari 2020 werd Karačić overgenomen door Dinamo Zagreb, dat hem een contract voorschotelde tot medio 2025. Hij werd eerst nog een jaartje op huurbasis gestals bij Lokomotiva. Na afloop van deze verhuurperiode werd de Kroatische Australiër overgenomen door Brescia, waar hij zijn handtekening zette onder een verbintenis voor de duur van tweeënhalf jaar. Deze verliep in de zomer van 2023, waarna hij een half seizoen zonder club zat. Bij NK Rudeš keerde hij daarna terug in Kroatië. Een half seizoen later ging hij voor een derde keer bij Lokomotiva Zagreb spelen. Voor een bedrag van circa tweehonderdduizend euro nam Hajduk Split Karačić in juli 2025 over. Hij tekende daar voor drie seizoenen.

## Clubstatistieken
| Seizoen | Club                | Competitie | Competitie | Competitie | Beker | Beker | Internationaal | Internationaal | Totaal | Totaal |
| Seizoen | Club                | Competitie | Wed.       | Dlp.       | Wed.  | Dlp.  | Wed.           | Dlp.           | Wed.   | Dlp.   |
| ------- | ------------------- | ---------- | ---------- | ---------- | ----- | ----- | -------------- | -------------- | ------ | ------ |
| 2014/15 | → NK Lučko          | 2. HNL     | 8          | 0          | 0     | 0     | —              | —              | 8      | 0      |
| 2015/16 | Lokomotiva Zagreb   | 1. HNL     | 10         | 0          | 0     | 0     | —              | —              | 10     | 0      |
| 2016/17 | Lokomotiva Zagreb   | 1. HNL     | 19         | 3          | 1     | 0     | 1              | 0              | 21     | 3      |
| 2017/18 | Lokomotiva Zagreb   | 1. HNL     | 23         | 1          | 3     | 0     | —              | —              | 26     | 1      |
| 2018/19 | Lokomotiva Zagreb   | 1. HNL     | 32         | 1          | 2     | 0     | —              | —              | 34     | 1      |
| 2019/20 | Lokomotiva Zagreb   | 1. HNL     | 15         | 0          | 1     | 1     | —              | —              | 16     | 1      |
| 2019/20 | Dinamo Zagreb       | 1. HNL     | —          | —          | —     | —     | —              | —              | 0      | 0      |
| 2019/20 | → Lokomotiva Zagreb | 1. HNL     | 15         | 2          | 2     | 0     | —              | —              | 17     | 2      |
| 2020/21 | → Lokomotiva Zagreb | 1. HNL     | 12         | 1          | 2     | 0     | 2              | 0              | 16     | 1      |
| 2020/21 | Brescia             | Serie B    | 16         | 0          | 0     | 0     | —              | —              | 16     | 0      |
| 2021/22 | Brescia             | Serie B    | 18         | 0          | 0     | 0     | —              | —              | 18     | 0      |
| 2022/23 | Brescia             | Serie B    | 24         | 0          | 1     | 0     | —              | —              | 25     | 0      |
| 2023/24 | NK Rudeš            | 1. HNL     | 9          | 1          | 1     | 0     | —              | —              | 10     | 1      |
| 2024/25 | Lokomotiva Zagreb   | 1. HNL     | 34         | 4          | 2     | 0     | —              | —              | 36     | 4      |
| 2025/26 | Hajduk Split        | 1. HNL     | 0          | 0          | 0     | 0     | 0              | 0              | 0      | 0      |
| Totaal  | Totaal              | Totaal     | 238        | 13         | 15    | 1     | 3              | 0              | 256    | 14     |

Bijgewerkt op 11 juli 2025.

## Interlandcarrière
Karačić werd in mei 2018 door bondscoach Bert van Marwijk opgenomen in de voorselectie van Australië voor het wereldkampioenschap in Rusland. Dit was zijn eerste keer bij de nationale selectie. Uiteindelijk overleefde Karačić de definitieve schifting voor het WK niet. Drie jaar na het toernooi maakte hij zijn debuut in de nationale ploeg, toen met 0–3 gewonnen werd van Koeweit in een kwalificatiewedstrijd voor het WK 2022. De doelpunten werden gemaakt door Mathew Leckie, Jackson Irvine en Ajdin Hrustić. Karačić mocht van bondscoach Graham Arnold als basisspeler aan het duel beginnen en speelde de volledige wedstrijd mee. De andere Australische debutanten waren Kenneth Dougall (Blackpool) en Riley McGree (Birmingham City). Acht dagen later maakte hij in zijn tweede interlandoptreden zijn eerste doelpunt. Tegen Nepal verdubbelde hij de voorsprong nadat Leckie de score geopend had. Martin Boyle besliste de eindstand in de tweede helft op 0–3.
Karačić werd in november 2022 door bondscoach Graham Arnold opgenomen in de selectie van Australië voor het WK 2022. Tijdens dit WK werd Australië door Argentinië uitgeschakeld in de achtste finales nadat het in de groepsfase had verloren van Frankrijk en gewonnen van Tunesië en Denemarken. Karačić kwam in twee duels in actie. 
| Interlands van Fran Karačić voor Australië | Interlands van Fran Karačić voor Australië | Interlands van Fran Karačić voor Australië | Interlands van Fran Karačić voor Australië | Interlands van Fran Karačić voor Australië | Interlands van Fran Karačić voor Australië | Interlands van Fran Karačić voor Australië |
| №                                          | Datum                                      | Wedstrijd                                  | Uitslag                                    | Competitie                                 | Goals                                      |                                            |
| Als speler bij Brescia                     | Als speler bij Brescia                     | Als speler bij Brescia                     | Als speler bij Brescia                     | Als speler bij Brescia                     | Als speler bij Brescia                     | Als speler bij Brescia                     |
| ------------------------------------------ | ------------------------------------------ | ------------------------------------------ | ------------------------------------------ | ------------------------------------------ | ------------------------------------------ | ------------------------------------------ |
| 1                                          | 3 juni 2021                                | Koeweit – Australië                        | 0 – 3                                      | WK 2022 kwalificatie                       |                                            |                                            |
| 2                                          | 11 juni 2021                               | Nepal – Australië                          | 0 – 3                                      | WK 2022 kwalificatie                       | 38'                                        |                                            |
| 3                                          | 15 juni 2021                               | Australië – Jordanië                       | 1 – 0                                      | WK 2022 kwalificatie                       |                                            |                                            |
| 4                                          | 7 oktober 2021                             | Australië – Oman                           | 3 – 1                                      | WK 2022 kwalificatie                       |                                            |                                            |
| 5                                          | 12 oktober 2021                            | Japan – Australië                          | 2 – 1                                      | WK 2022 kwalificatie                       |                                            |                                            |
| 6                                          | 16 november 2021                           | China – Australië                          | 1 – 1                                      | WK 2022 kwalificatie                       |                                            |                                            |
| 7                                          | 27 januari 2022                            | Australië – Vietnam                        | 4 – 0                                      | WK 2022 kwalificatie                       |                                            |                                            |
| 8                                          | 1 februari 2022                            | Oman – Australië                           | 2 – 2                                      | WK 2022 kwalificatie                       |                                            |                                            |
| 9                                          | 1 juni 2022                                | Australië – Jordanië                       | 2 – 1                                      | Vriendschappelijk                          |                                            |                                            |
| 10                                         | 13 juni 2022                               | Australië – Peru                           | 0 – 0 (5 – 4 n.s.)                         | WK 2022 kwalificatie                       |                                            |                                            |
| 11                                         | 22 september 2022                          | Australië – Nieuw-Zeeland                  | 1 – 0                                      | Vriendschappelijk                          |                                            |                                            |
| 12                                         | 26 november 2022                           | Tunesië – Australië                        | 0 – 1                                      | WK 2022                                    |                                            |                                            |
| 13                                         | 3 december 2022                            | Argentinië – Australië                     | 2 – 1                                      | WK 2022                                    |                                            |                                            |

Bijgewerkt op 11 juli 2025.